# Triniochloa stipoides
Triniochloa stipoides är en gräsart som först beskrevs av Carl Sigismund Kunth, och fick sitt nu gällande namn av Albert Spear Hitchcock. Triniochloa stipoides ingår i släktet Triniochloa och familjen gräs. Inga underarter finns listade i Catalogue of Life.